# FC Lyon Henri Cochet hockey club
Pour les articles homonymes, voir FCL.
Le FC Lyon Henri Cochet hockey club, couramment abrégé FC Lyon hockey, est un club de hockey sur gazon français de Lyon constituant la section Hockey sur gazon du club omnisports du Football Club de Lyon. Ses infrastructures sont situées sur la commune de Caluire-et-Cuire. Le FCL HC est le fruit de la fusion entre la section hockey du Tennis Club de Lyon et celle du Football Club de Lyon, en 1998. La section Hockey sur gazon du FCL avait été créée, elle, en 1907.
Le nouveau terrain du Stade Henri-Cochet, à Caluire-et-Cuire, a été inauguré en novembre 2006 ; il porte le nom de Georges Corbel, ancienne gloire du club et du hockey français.

## Histoire
L'obtention de nouveaux équipements, route d'Heyrieux en 1907, favorise la création de la section Hockey sur gazon du FC Lyon. En 1910, l'équipe de natation féminine, surnommée « l'Ondine », participe à la création d'une première équipe féminine de hockey sur gazon.

## Stade Georges-Corbel

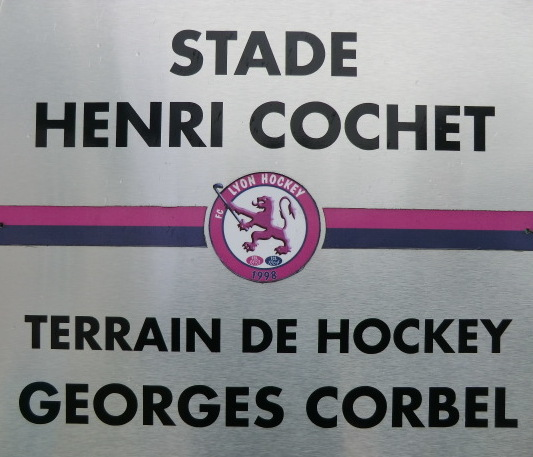
Plaque à l'entrée du stade Georges-Corbel.

En 2013, le stade accueille la finale du championnat de France Élite masculin. La finale oppose Saint-Germain-en-Laye à Lille : Saint-Germain-en-Laye remporte la finale 2 à 1 (1 - 1 à la mi-temps).

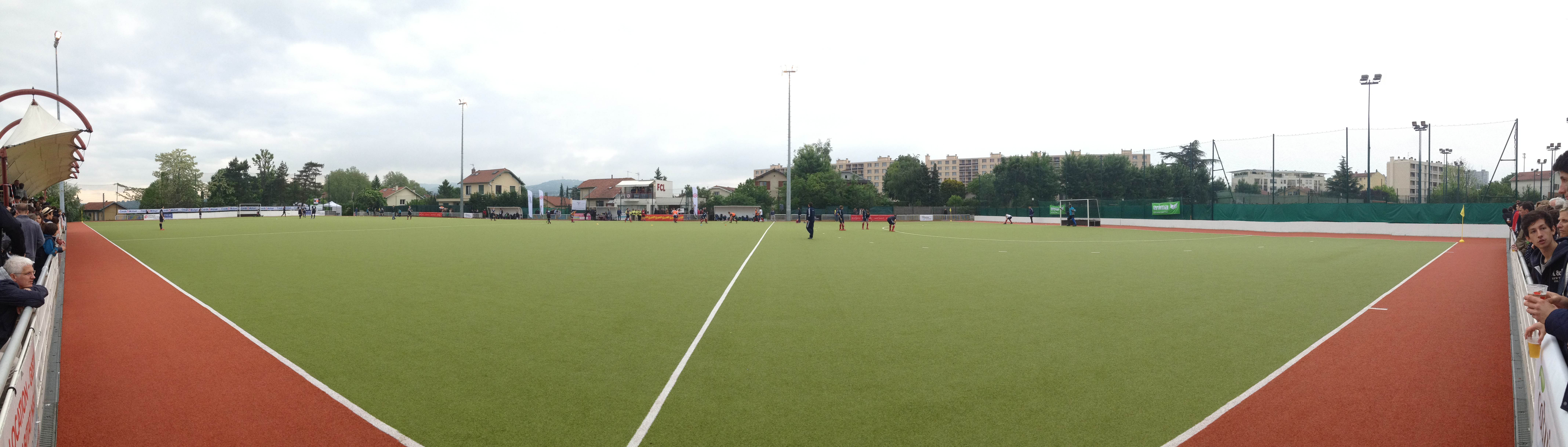
Panoramique du stade Georges-Corbel pendant l'échauffement de la finale 2013.

## Palmarès
Les principaux éléments de palmarès sont les suivants :
- Champion de France masculin (11) : 
  - Vainqueur : 1968, 1969, 1970, 1971, 1972, 1973, 1974, 1975, 1976, 1977 et 1980.

- Coupe de France masculine (1) :
  - 1977.

- Champion de France féminin (7) : 
  - 1938, 1947, 1949, 1951, 1952, 1954 et 1958.

## Joueuses et joueurs emblématiques
- Georges Corbel (1942-2015), joueur aux jeux olympiques en 1960, 1968 et 1972[6].

- Bernard Arlin, joueur aux jeux olympiques en 1968[6].

- Georges Grain, joueur aux jeux olympiques en 1968 et 1972[6].

- Charles Pous, joueur aux jeux olympiques en 1968 et 1972[6].

- Christian Honegger, joueur aux jeux olympiques en 1972[6].

- Pierre Roussel, joueur aux jeux olympiques en 1972[6].

- Le gardien de but Jean-Paul Sauthier a également participé aux Jeux olympiques d'été à Munich en 1972, mais il jouait alors au LOU.

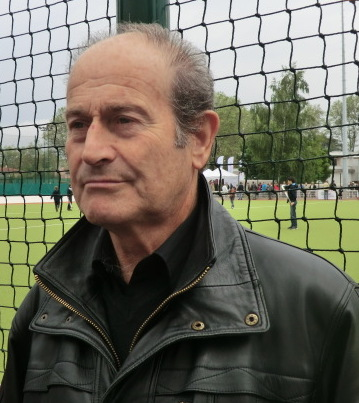
Jean-Paul Sauthier.
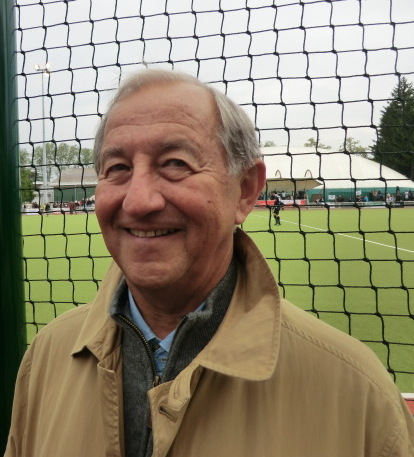
Christian Honegger.
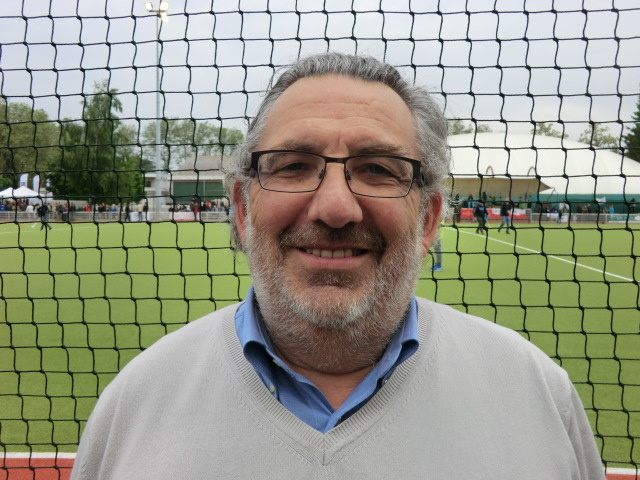
Pierre Roussel.
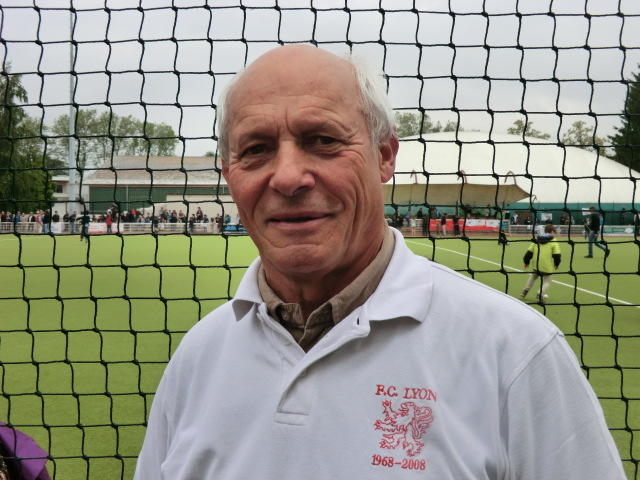
Bernard Arlin.
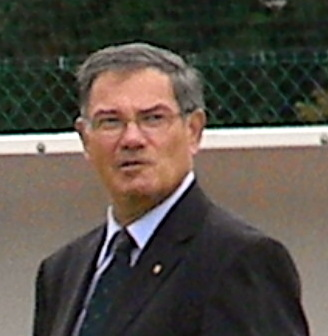
Charles Pous.